# Philotermes pennsylvanicus
Philotermes pennsylvanicus är en skalbaggsart som beskrevs av Ernst Gustav Kraatz 1857. Philotermes pennsylvanicus ingår i släktet Philotermes och familjen kortvingar. Inga underarter finns listade i Catalogue of Life.